# Оскар Нільссон (вершник)
Оскар Нільссон (швед. Oskar Nilsson, 25 січня 1897 — 29 березня 1958) — шведський вершник.
Бронзовий призер Олімпійських Ігор 1920 року в командному вольтижуванні.